# Chiharu Ichō
Chiharu Icho (en japonès: 伊調 千春) (Hachinohe, Japó 1981) és una lluitadora japonesa, guanyadora de dues medalles olímpiques en la modalitat de lluita lliure.

## Biografia
Va néixer el 6 d'octubre de 1981 a la ciutat d'Hachinohe, població situada a la prefectura d'Aomori de l'illa de Honshu. És germana de la també lluitadora i medallista olímpica Kaori Icho.

## Carrera esportiva
Va participar, als 20 anys, en els Jocs Olímpics d'Estiu de 2004 realitzats a Atenes (Grècia), on va aconseguir guanyar la medalla de plata en la prova de pes mosca (- 48 kg.) en perdre la final davant l'ucraïniana Irina Merleni.
Al llarg de la seva carrera ha guanyat quatre medalles en el Campionat del Món de lluita, tres medalles en el Campionat d'Àsia de lluita i una en els Jocs Asiàtics.